# Championnat de Belgique de football de deuxième division 1928-1929
Navigation
saison précédente saison suivante
Le Championnat de Belgique de football D2 1928-1929 est la quinzième édition du championnat de Division 1 (D2) belge.
Pour le titre, le suspense tourne court. Le Royal Football Club Brugeois et le Sporting Club Anderlechtois, relégués de Division d'Honneur la saison précédente, s'adjugent les deux premières places. Seul le TSV Lyra leur résiste quelque peu mais ne peut empêcher ces deux clubs de remonter.
L'Association Sportive Renaisienne, bien plus faible, ne peut rien faire pour lutter pour le maintien. Boom Football Club et le Cercle Sportif Tongrois échouent de peu dans la foulée du Royal Club Sportif Verviétois et du White Star Woluwé Athletic Club.
- Le nom des clubs est celui employé à l'époque.

## Clubs participants
Quatorze clubs prennent part à cette édition, soit le même nombre que lors de la saison précédente.
| #  | Nom                              | Mat. | Ville        | Stades                        | En D2 depuis    | Total en D2 | S. précédente         |
| -- | -------------------------------- | ---- | ------------ | ----------------------------- | --------------- | ----------- | --------------------- |
| 1  | Royal Football Club Brugeois     | 3    | Bruges       | De Klokke                     | 1928-1929 (1re) | 1 saison    | Div. d'Honneur 13e    |
| 2  | Sporting Club Anderlechtois      | 35   | Anderlecht   | stade Emile Versé             | 1928-1929 (1re) | 6 saisons   | Div. d'Honneur 14e    |
| 3  | Cercle Sportif La Forestoise     | 51   | Forest       | stade communal                | 1927-1928 (2e)  | 6 saisons   | 6e                    |
| 4  | Royal Club Sportif Verviétois    | 8    | Verviers     | ??                            | 1926-1927 (3e)  | 7 saisons   | 11e                   |
| 5  | White Star Woluwe Athletic Club  | 47   | Woluwe-St-L. | rue de Kelle                  | 1925-1926 (4e)  | 6 saisons   | 8e                    |
| 6  | Royal Football Club Liégeois     | 4    | Rocourt      | stade Vélodrome               | 1924-1925 (5e)  | 12 saisons  | 4e                    |
| 7  | Royal Uccle Sport                | 15   | Uccle        | chaussée de Neerstalle        | 1923-1924 (6e)  | 11 saisons  | 7e                    |
| 8  | Lyra Turn en Sportvereniging     | 52   | Lierre       | Lyrastadion, Mechelsesteenweg | 1913-1914 (11e) | 11 saisons  | 3e                    |
| 9  | Boom Football Club               | 58   | Boom         | ??                            | 1924-1925 (5e)  | 6 saisons   | 5e                    |
| 10 | Football Club Turnhout           | 148  | Turnhout     | ??                            | 1925-1926 (4e)  | 4 saisons   | 10e                   |
| 11 | Cercle Sportif Tongrois          | 73   | Tongres      | ??                            | 1927-1928 (2e)  | 3 saisons   | 9e                    |
| 12 | Association Sportive Renaisienne | 38   | Renaix       | ??                            | 1928-1929 (1re) | 4 saisons   | 1re Promotion Série A |
| 13 | Vilvorde Football Club           | 49   | Vilvorde     | ??                            | 1928-1929 (1re) | 3 saisons   | 1re Promotion Série B |
| 14 | Tubantia Football Athletic Club  | 64   | Borgerhout   | Rivierenhof                   | 1927-1928 (1re) | 1 saison    | 1re Promotion Série C |

### Localisations
| \| Bruxelles · SC Anderlechtois · Uccle Sport · White Star AC · CS La Forestoise Turnhout Tubantia FAC Lyra Boom FC FC Brugeois Bruxelles Vilvorde AS Renaisienne CS Tongrois FC Liégeois CS Verviétois \| Localisation des clubs engagés en Division 1 1928-1929 |
| Bruxelles · SC Anderlechtois · Uccle Sport · White Star AC · CS La Forestoise Turnhout Tubantia FAC Lyra Boom FC FC Brugeois Bruxelles Vilvorde AS Renaisienne CS Tongrois FC Liégeois CS Verviétois                                                              |

### Localisation des clubs bruxellois
Les 4 cercles bruxellois sont :
 (6)SC Anderlechtois
 (8) CS La Forestoise
(9) Uccle Sport
(14) White Star AC

## Classement
- Le nom des clubs est celui employé à l'époque

Légende
- Champion & Promu en Division d'Honneur
- 2e montant en Division d'Honneur
- Relégation en Promotion (D3)

Abréviations
 : Relégué de Division d'Honneur 1927-1928

 : Promus de Promotion 1927-1928
| Rang | Équipe               | Pts | J  | G  | N | P  | Bp | Bc | Diff |
| ---- | -------------------- | --- | -- | -- | - | -- | -- | -- | ---- |
| 1    | R. FC BRUGEOIS       | 43  | 26 | 20 | 3 | 3  | 79 | 28 | +51  |
| 2    | SC Anderlechtois     | 38  | 26 | 18 | 2 | 6  | 81 | 37 | +44  |
| 3    | TSV Lyra             | 34  | 26 | 15 | 4 | 7  | 60 | 45 | +15  |
| 4    | R. Uccle Sport       | 30  | 26 | 13 | 4 | 9  | 59 | 55 | +4   |
| 5    | FC Turnhout          | 30  | 26 | 12 | 6 | 8  | 58 | 48 | +10  |
| 6    | CS La Forestoise     | 26  | 26 | 11 | 4 | 11 | 65 | 53 | +12  |
| 7    | Vilvorde FC          | 24  | 26 | 10 | 4 | 12 | 63 | 54 | +9   |
| 8    | Tubantia FAC         | 24  | 26 | 9  | 6 | 11 | 55 | 60 | -5   |
| 9    | R. FC Liégeois       | 24  | 26 | 10 | 4 | 12 | 47 | 53 | -6   |
| 10   | R. CS Verviétois     | 22  | 26 | 10 | 2 | 14 | 57 | 73 | -16  |
| 11   | White Star Woluwé AC | 22  | 26 | 8  | 6 | 12 | 43 | 58 | -15  |
| 12   | CS Tongrois          | 21  | 26 | 8  | 5 | 13 | 51 | 70 | -19  |
| 13   | Boom FC              | 19  | 26 | 7  | 5 | 14 | 59 | 72 | -13  |
| 14   | AS Renaisienne       | 7   | 26 | 2  | 3 | 21 | 25 | 96 | -71  |

## Récapitulatif de la saison
- Champion : R. FC Brugeois (1er titre en D2)
- Premier titre de "D2" pour la Province de Flandre occidentale.
- Deuxième promu: SC Anderlechtois.

| Région flamande (7)             | Région flamande (7) | Province de Brabant (5)      | Province de Brabant (5) | Région wallonne (2)    | Région wallonne (2) |
| ------------------------------- | ------------------- | ---------------------------- | ----------------------- | ---------------------- | ------------------- |
| Province d'Anvers               | 4                   | Région de Bruxelles-Capitale | 4                       | Province de Hainaut    | 0                   |
| Province de Flandre-Occidentale | 1                   | Province du Brabant flamand  | 1                       | Province de Liège      | 2                   |
| Province de Flandre-Orientale   | 1                   | Province du Brabant wallon   | 0                       | Province de Luxembourg | 0                   |
| Province de Limbourg            | 1                   |                              |                         | Province de Namur      | 0                   |

1. ↑  Au niveau footballistique, la province de Brabant est toujours unitaire malgré sa partition territoriale en 1995.

## Montée / Relégation
Le R. FC Brugeois et le SC Anderlechtois remontent en Division d'Honneur douze mois après en avoir été relégués.
Le CS Tongrois, Boom FC et l'AS Renaisienne sont relégués en Promotion. Ces trois clubs cèdent leur place au SK Roeselare, au Charleroi SC et au Racing FC Montegnée.

## Débuts en D2
Deux clubs jouent pour la première fois au 2e niveau national du football belge. Ils sont les 52e et 53e clubs différents à y apparaître.
- Tubantia FAC - 12e club anversois différent en D2 ;
- FC Brugeois - 5e club flandrien occidental différent en D2 ;
  - Le « Club Brugeois » n'a connu que la plus haute division depuis 25 saisons, soit depuis la saison 1899-1900.